# Ö2
Österreich 2, abrégé en Ö2 (anciennement ÖR de Österreich-Regional) est un réseau autrichien de neuf stations de radio régionales gérées par l'Österreichischer Rundfunk, dont les programmes sont diffusés à l'échelle des États d'Autriche et le Tyrol du Sud.

## Histoire
Jusqu'au milieu des années 1990, elles avaient un même cadre commun, interrompu par les informations, sous le nom d'Österreich Regional. En raison de l'informatisation et de sa réduction des coûts, à la fin des années 1990, on assiste à une régionalisation complète et à la fin du programme unique.
Ces stations régionales ont changé de format ces dernières années. Leur public cible a plus de 35 ans, où elles sont leaders. Jusqu'à la fin des années 1990, elles ont été surnommées péjorativement les radios des femmes au foyer. Peu de temps avant la première admission des stations de radio privées, qui ne pouvaient émettre à une échelle régionale, la musique devient plus internationale. La programmation musicale d'Ö2 consiste en du schlager, des succès anciens et actuels. Cependant, certaines, notamment Radio Oberösterreich, comme Ö1, diffusent de la musique classique, des émissions littéraires. Mais les nouvelles radios privées régionales préfèrent diffuser de la musique actuelle comme Ö3 plutôt que d'aller vers Ö2.
En raison de son investissement dans l'information régionale, Ö2 parvient à rester leader devant les radios privées. À l'exception des informations mondiales, elles diffusent chaque heure un bulletin d'informations régionales. La nuit, elle diffuse seulement de la musique et des bulletins.

## Stations de radio
Le réseau d'Ö2 comprend les 9 radios suivantes :
- Radio Wien (de) (Vienne)
- Radio Niederösterreich (Basse-Autriche)
- Radio Oberösterreich (de) (Haute-Autriche)
- Radio Burgenland (Burgenland)
- Radio Salzburg (de) (Salzbourg)
- Radio Steiermark (Styrie)
- Radio Tirol (Tyrol et Tyrol-du-Sud)
- Radio Vorarlberg (Vorarlberg)
- Radio Kärnten (de) (Carinthie)

Elles sont tournées vers les intérêts régionaux avec des informations, la météo et la circulation, depuis les studios régionaux de l'ÖRF.

### Source
- (de) Cet article est partiellement ou en totalité issu de l’article de Wikipédia en allemand intitulé « Ö2 » (voir la liste des auteurs).